# Bernard Alane
Bernard Alane; właściwie Bernard Noël Vetel (ur. 25 grudnia 1948 w Paryżu) – francuski aktor teatralny, filmowy, telewizyjny i dubbingowy; piosenkarz. Odtwórca m.in. tytułowej roli w komedii Hibernatus (1969) z Louisem de Funèsem.
Syn aktorki Annick Alane (ur. 1925; zm. 2019).

## Filmografia
- Hibernatus (1969) jako Paul Fournier, zahibernowany dziadek Edmée
- Mój wujaszek Benjamin (1969) jako wicehrabia Hector de Pont-Cassé
- Józef Balsamo (1973; serial TV) jako Philippe de Taverney
- Stowarzyszenie z Eleusis (1975; serial TV) jako Vincent
- Dracula: Ojciec i syn (1976) jako Jean, narzeczony Nicole
- Życie paryskie (1977) jako Gardefeu
- Violette Nozière (1978) jako syn De Pingueta
- Bergerac (1981-91; serial TV) jako Henri (gościnnie, 1991)
- Kolacja dla palantów (1998) – Pascal Meneaux (głos w telefonie)
- Moja krew (2001) jako minister
- Na moich ustach (2001) jako Morel
- Pod moją skórą (2002) jako klient
- Komisarz Moulin (1976-2008; serial TV) jako sędzia instruktor (gościnnie, 2005)
- Komisarz Magellan (od 2009; serial TV) jako Paul Gavrillac
- Wet za wet (2010) jako dr Harvey